# Lozanj
Lozanj (cyr. Лозањ) – wieś w Serbii, w okręgu morawickim, w gminie Gornji Milanovac. W 2011 roku liczyła 257 mieszkańców.